# Nousty
Nousty település Franciaországban, Pyrénées-Atlantiques megyében. Lakosainak száma 1591 fő (2022. január 1.). Nousty Andoins, Angaïs, Artigueloutan, Boeil-Bezing, Limendous és Soumoulou községekkel határos.

## Népesség
A település népességének változása:
| Lakosok száma | 1579 | 1618 | 1638 | 1608 | 1603 | 1597 | 1596 | 1592 | 1591 |
|               | 2013 | 2015 | 2016 | 2017 | 2018 | 2019 | 2020 | 2021 | 2022 |